# نوا (بازی ویدئویی)
نوا (انگلیسی: Neva)
یک بازی پلتفرمر پازلی است که توسط استودیو نومادا و با انتشار Devolver Digital توسعه یافته است. این بازی داستان یک زن جوان به نام آلبا را روایت می‌کند که باید با همراهی گرگ خود به نام نوا در جهانی که توسط تاریکی آلوده شده، سفر کند. بازی در اکتبر ۲۰۲۴ برای ویندوز، مک‌اواس، نینتندو سوییچ، پلی‌استیشن ۴، پلی‌استیشن ۵ و ایکس‌باکس سری X/S منتشر شد.

## گیم پلی
بازی داستان یک زن جوان به نام آلبا را دنبال می‌کند که پیوندی عمیق و همیشگی با یک گرگ به نام نوا برقرار می‌کند و همراه هم، دنیایی که توسط نیروهای تاریکی آلوده شده را کاوش و پاک می‌کنند. بازی به چندین فصل تقسیم شده که در آن نوا از یک توله گرگ به یک گرگ بالغ تبدیل می‌شود.
نوا یک بازی پلتفرمر جانبی است که بازیکنان باید برای پیشروی پازل‌های محیطی را حل کنند و با موجودات تاریکی مبارزه کنند. بازیکن کنترل آلبا را برعهده دارد که می‌تواند نام نوا را صدا بزند تا او را به مکان مورد نظر هدایت کند. نوا سیستم مبارزه‌ای دارد. آلبا با شمشیری مجهز است و دو حرکت اساسی مبارزه دارد: یک برش افقی و یک برش رو به پایین. او همچنین می‌تواند پرش، دوپرش، حرکت کوتاه هوایی و اجتناب از حملات دشمن را انجام دهد. با به هم پیوستن حملات، سلامت از دست رفته آلبا به تدریج بازسازی می‌شود. در هر مرحله می‌توان توده‌های سنگی درمان‌گر نیز پیدا کرد. مهارت‌های آلبا قابل ارتقا نیست، اما نوا قوی‌تر می‌شود و در مبارزه و جابجایی به آلبا کمک می‌کند.

## بازخوردها
بازی Neva از نظر وب‌سایت Metacritic، "بازخوردهای عمدتاً مثبت" دریافت کرده است. طبق اوپن‌کریتیک، ۹۴٪ از ۵۰ منتقد، بازی را توصیه کرده‌اند.

### جوایز و نامزدی‌ها
| Year | Ceremony        | Category             | Result          | Ref.  |
| ---- | --------------- | -------------------- | --------------- | ----- |
| 2024 | گیم آواردز ۲۰۲۴ | بهترین کارگردان هنری | در انتظار نتیجه | [ ۸ ] |
| 2024 | گیم آواردز ۲۰۲۴ | بیشترین تاثیر گذاری  | در انتظار نتیجه | [ ۸ ] |
| 2024 | گیم آواردز ۲۰۲۴ | بهترین بازی مستقل    | در انتظار نتیجه | [ ۸ ] |